# İsmet Uluğ
İsmet Uluğ dit Yavuz, né le 1er juillet 1901 à Constantinople (Empire ottoman) et mort le 26 août 1975, est un footballeur, boxeur et dirigeant sportif turc.
Il a gagné quatre championnats de Turquie avec le Fenerbahçe SK. Il a été le capitaine de l'équipe. Il a porté à 11 reprises le maillot de l'équipe nationale turque. Il a été le président du Fenerbahçe SK de 1962 à 1966.